# Adam Farley
Adam John Farley (* 12. Januar 1980 in Liverpool) ist ein ehemaliger englischer Fußballspieler.

## Karriere
Farley kam 1996 zum FC Everton und gewann 1998 an der Seite von Richard Dunne, Tony Hibbert und Leon Osman den FA Youth Cup. Zuvor hatte er im Februar 1998 einen Profivertrag unterschrieben, schaffte es aber nicht, sich bei Everton durchzusetzen. Zu seinem einzigen Pflichtspieleinsatz für die Toffees kam der großgewachsene Verteidiger am 7. Februar 1999, als er zur zweiten Halbzeit bei der 1:2-Auswärtsniederlage im Erstligaspiel gegen Derby County eingewechselt wurde. Nach einem Jochbeinbruch im März 1999 hatte er in der Spielzeit 1999/2000 auch Probleme in der Reservemannschaft Spielzeit zu erhalten und verließ Everton am Saisonende.
Farley setzte ab Sommer 2000 seine Fußballerlaufbahn im Non-League football fort und spielte beim FC Altrincham, FC Droylsden und Witton Albion (27 torlose Pflichtspieleinsätze in 2004/05), ehe er 2005 nach Liverpool zurückkehrte und beim FC Marine anheuerte. 2008 gewann er mit den Mariners den Liverpool Senior Cup durch einen 2:1-Erfolg über die Reserve des FC Liverpool; 2009 verließ er den Klub wieder. Im Dezember 2009 wurden Farley und drei Mitspieler bei Marine wegen Wetten gegen das eigene Team von der Football Association für schuldig befunden. Neben einer neunmonatigen Spielsperre wurde er zudem zu einer Geldstrafe von £250 verurteilt. Nach Ablauf seiner Sperre heuerte Farley bei Leigh Genesis in der achtklassigen Division One North der Northern Premier League an, bevor er zwei Monate später von Gary Martindale zum neuntklassigen FC Formby in die North West Counties Football League gelotst wurde. Sein dortiger Aufenthalt war allerdings nur von kurzer Dauer und nach dem Rücktritt Martindales im Januar 2011 verließ er gemeinsam mit John Flawless den Klub und wechselte zum FC Burscough in die Northern Premier League. Im November 2011 schloss sich Farley dem AFC Liverpool in der North West Counties Football League an, für den er bis Saisonende in 18 Partien zum Einsatz kam.